# 曇摩羅闍一世
曇摩羅闍一世（生年不詳—1368年），又稱摩訶曇摩羅闍一世（มหาธรรมราชาที่ ๑），本名立泰（ลิไทย），或譯律泰，他是素可泰王國帕鑾王朝君主，約1347年至1368年間在位。曇摩羅闍一世是前任國王威南童的堂侄。曇摩羅闍一世愛好和平，虔心佛事，南方的阿瑜陀耶王國在其任內崛起。

## 生平
立泰是素可泰國王樂泰之子，樂泰逝後，立泰的堂叔威南童繼位。立泰被威南童立為王儲，並受任為是塞差那萊總督。1347年，立泰繼位為王。據說其為了爭奪王位，不得不與叛黨作戰，盡誅其眾。此時的素可泰王國，只保有素可泰、甘烹碧、彭世洛、披集、那空沙旺諸城，對帕、楠、琅勃拉邦等地只有名義上的宗主權。
立泰虔誠於佛教，因此有曇摩羅闍或摩訶曇摩羅闍的稱號，分別意為「法王」和「大法王」。他邀請錫蘭僧侶至素可泰傳授佛法，廣建佛寺、佛塔、佛像，彭世洛的帕·西·拉丹那瑪哈他寺、曼谷戍塔寺中的帕·西·釋迦摩尼像（พระศรีศากยมุนี）即是這時期的作品。立泰潛心研究佛典，曾著有一本《帕鑾三界》（Tri-Bhumi Phra Ruang）闡述佛教的世界觀。據說立泰也精通天文學，曾改造曆法，在宮中開學府授業。
曇摩羅闍一世疏濬運河，在王都素可泰與甘烹碧及陶業重鎮宋加洛間修築馳道。據當時的碑文記載，曇摩羅闍一世愛民如子，廣受人民愛戴。他常赦免罪犯，賜金遣歸。據說曇摩羅闍一世當政之時，素可泰境內沒有奴隸，百姓皆享有自由。他的仁慈之名遠播，四方之民都來歸順。曇摩羅闍一世愛好和平，但曾多次被迫作戰，對於俘虜他往往善待之。
南方新起的強權阿瑜陀耶王國的烏通王曾趁亂犯境，攻佔邊城猜納。曇摩羅闍一世卻無意興兵對抗，他只遣使請求烏通王歸還猜納。烏通王熟慮後歸還了此城，雙方此後保持了相對和睦的關係。曇摩羅闍一世崩逝於約1368年，其子依然以曇摩羅闍為稱號，史稱曇摩羅闍二世。

## 圖片

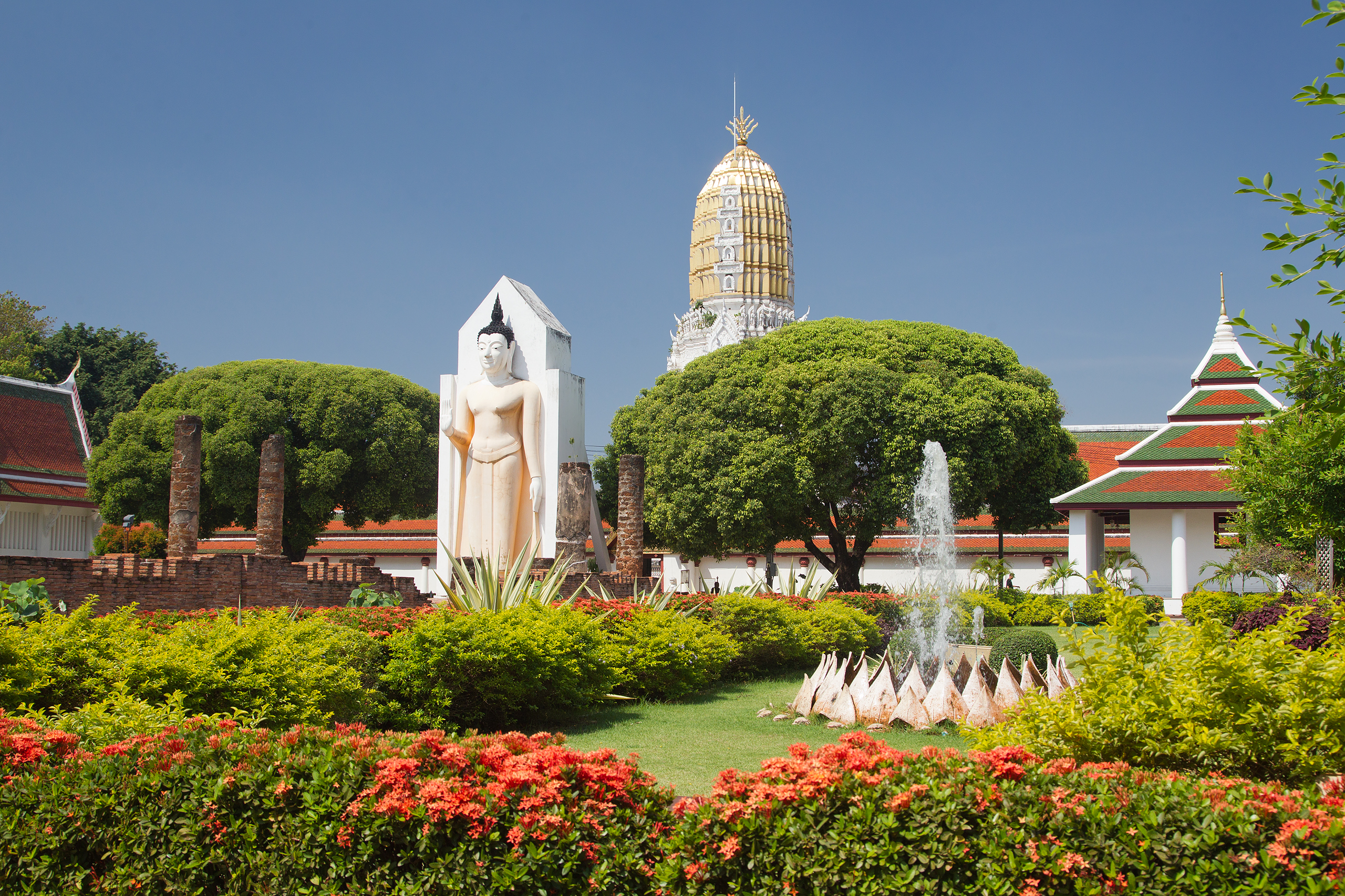
帕·西·拉丹那瑪哈他寺
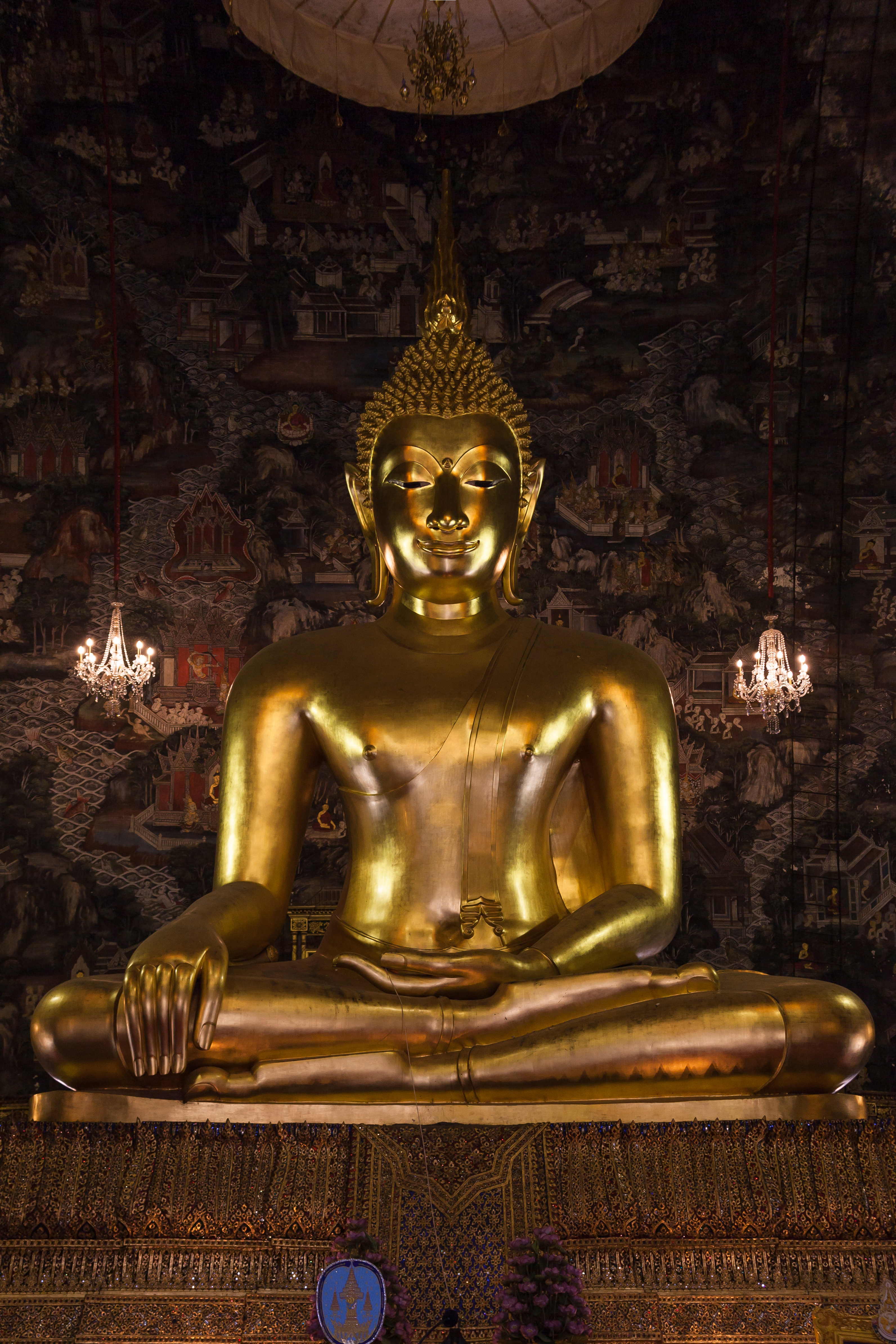
帕·西·釋迦摩尼像